# Paolo Quinteros
Alfredo Paolo Quinteros (Colón, 15 gennaio 1979) è un ex cestista argentino con cittadinanza italiana.

## Carriera
Con l'Argentina ha disputato i Giochi olimpici di Pechino 2008, i Campionati mondiali del 2010 e quattro edizioni dei Campionati americani (2005, 2007, 2009, 2011).

## Palmarès

### Squadra
- Copa Príncipe de Asturias: 1

León: 2007

### Individuale
- MVP Copa Príncipe de Asturias: 1

León: 2007